# Elisabeth Nowak-Thaller
Elisabeth Nowak-Thaller (* 1960 in Linz) ist eine österreichische Kunsthistorikerin.

## Leben
Elisabeth Nowak-Thaller ist Tochter des Linzer-Buam-Kapellmeisters Robert Thaller. Sie studierte Kunstgeschichte, Publizistik und Kommunikationswissenschaften an der Universität Salzburg. Seit 1986 ist sie als Kunsthistorikerin, Ausstellungsorganisatorin, Kunstvermittlerin und Provenienzforscherin in der Neuen Galerie der Stadt Linz bzw. Lentos Kunstmuseum Linz tätig.
Sie ist Vizedirektorin – und wurde 2017 nach dem Abgang von Stella Rollig bis zur Bestellung von Hemma Schmutz interimistische Direktorin – des Lentos Kunstmuseums Linz sowie der Museen der Stadt Linz. Außerdem ist sie Koordinatorin für Gleichbehandlungsfragen der Stadt Linz, Jurorin, Fachreferentin, und Lehrende an der Kunstuniversität Linz.
Der Zeichner Klemens Brosch ist eines ihrer Haupt-Forschungsgebiete und sie verfasste ihre Dissertation über ihn. Nowak-Thaller gilt als Brosch-Expertin. Sie ist Autorin einiger Fachbücher und -beiträge sowie Ausstellungskataloge.
Sie ist Mitglied des Verbandes der Akademikerinnen Österreichs.

## Publikationen (Auswahl)
- Elisabeth Nowak-Thaller: Klemens Brosch – Wiederentdeckung eines großen Zeichners., Ausstellungskatalog Belvedere Wien, ISBN 9783702508555
- Elisabeth Nowak-Thaller, Lothar Schultes: Johann Baptist Reiter, Ausstellungskatalog Linz, 2013, ISBN 9783702507183
- Ahoi Herbert! – Bayer und die Moderne. ISBN 978-3-900000-06-6
- Oskar Kokoschka – Ein Vagabund in Linz. ISBN 978-3-85252-903-5

## Auszeichnungen
- 2021: Kulturpreis des Landes Oberösterreich für Kultur- und Geisteswissenschaft[4]